# Hünenbetten von Drangstedt
Die drei Hünenbetten von Drangstedt befinden sich in der Nähe der Ortschaft Drangstedt der Stadt Geestland im Landkreis Cuxhaven in Niedersachsen. Die Hünenbetten liegen im „Knüppelholz“ zwischen der Landesstraße 120 (Hafenstraße) Richtung Langen und der nur wenig südlicher verlaufenden Bahnlinie, kurz vor dem Abzweig nach Wehden. Die Hünenbetten sind Überbleibsel von Großsteingräbern die zwischen 3500 und 2800 v. Chr. in der Jungsteinzeit als Megalithanlagen der Trichterbecherkultur (TBK) entstanden. Grab 2 wurde 2019–2020 von Mitarbeitern der archäologischen Denkmalpflege des Landkreises Cuxhaven untersucht.

## Beschreibung

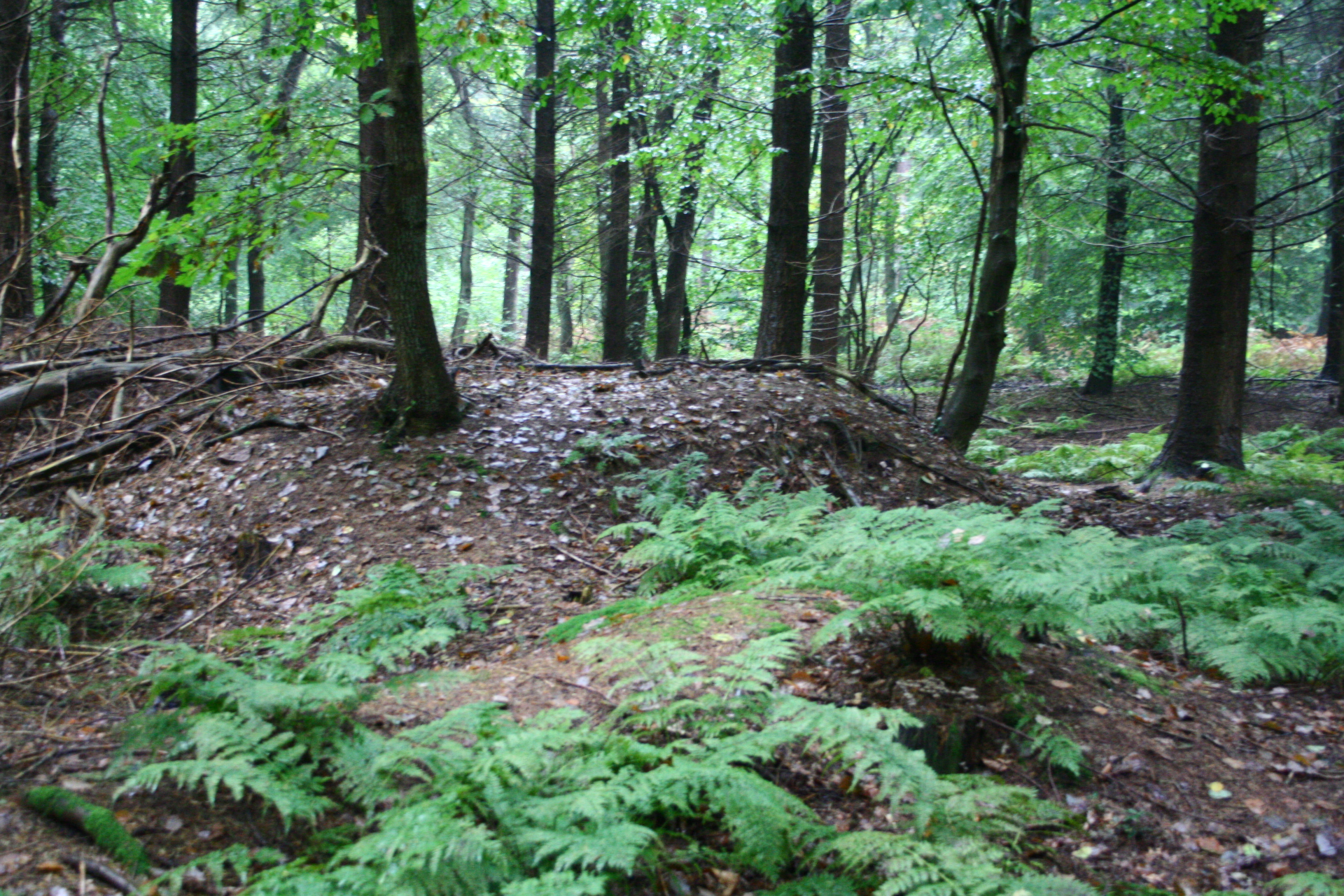
Das Großsteingrab Drangstedt 2
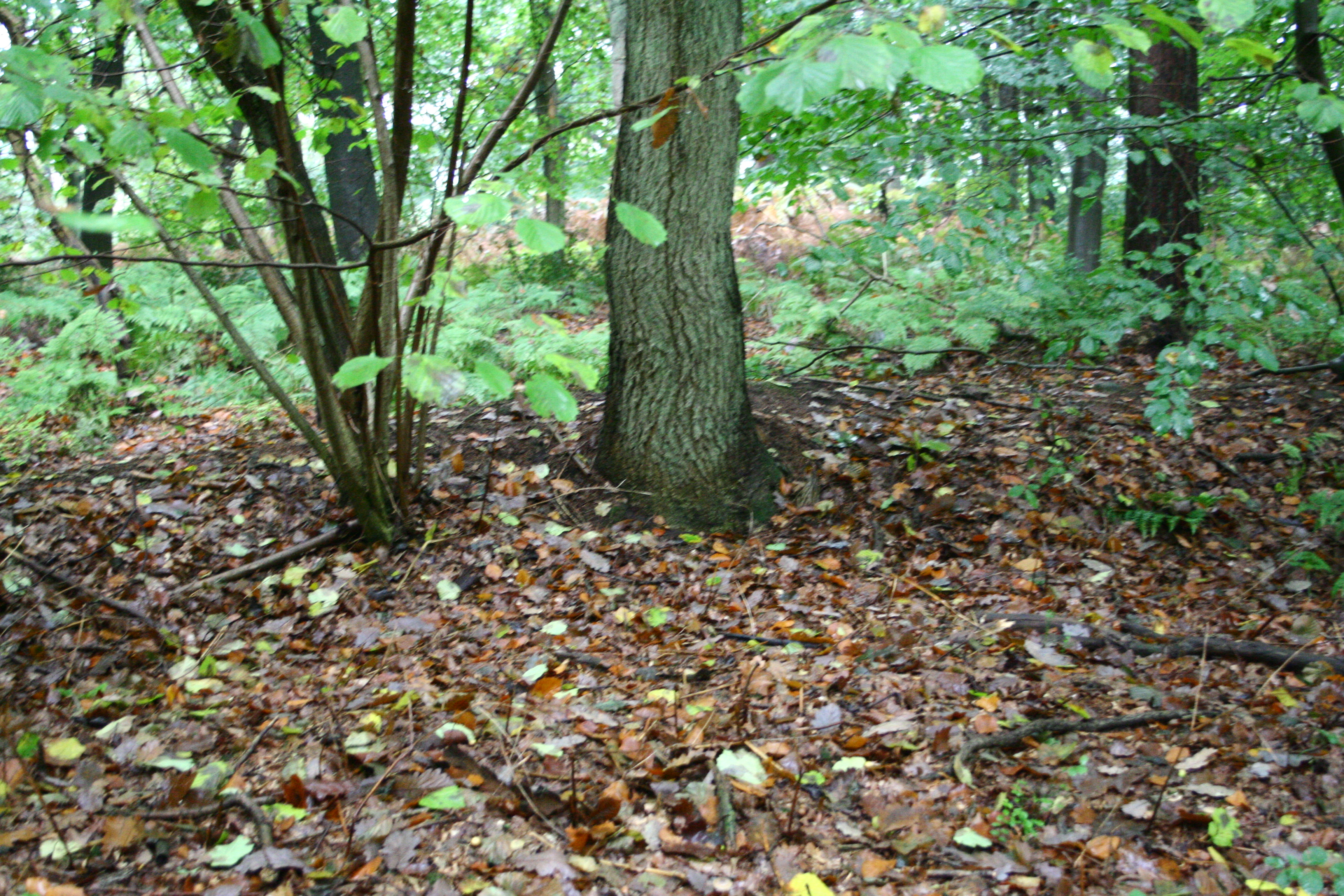
Das Großsteingrab Drangstedt 3

Eng benachbart liegen drei lange Erddämme mit den Sprockhoff-Nrn. 612 bis 614. Der nördliche Damm hat etwa 70 Meter, der mittlere etwa 90 Meter und der südliche etwa 50 Meter Länge. Alle drei sind etwa 1,5 Meter hoch und sieben Meter breit. Die Erddämme sind die Reste einstiger, von Steinschlägern ihrer Kammern und Einfassungen beraubter Hünenbetten. Trotz der Zerstörungen sind sie noch deutlich als solche zu erkennen. Die Lage der einstigen Kammern ist durch tiefe Gruben in den Dammmitten angezeigt, deren geringe Ausmaße an kleine Dolmen denken lassen. In der Nähe der Hünenbetten wurden jungsteinzeitliche Funde geborgen, die auf eine Siedlung deuten, die gleichzeitig mit den Anlagen bestanden haben könnte.
Südlich der Bahnlinie, etwa 1,3 Kilometer östlich der drei Hünenbetten, befinden sich die Reste der weitgehend zerstörten Steinkammer mit der Sprockhoff-Nr. 615. Einer ihrer Kammersteine fand beim Bau des Drangstedter Kriegerdenkmals Verwendung.
Im Waldstreifen zwischen der Bahnlinie und der Straße und nördlich von ihr sind östlich und westlich an die Hünenbetten anschließend weit über 100 Hügelgräber erhalten, die einzeln oder in Gruppen liegen. Die Hügel reihen sich hier über mehrere Kilometer aneinander. In seiner Art handelt es sich um das größte zusammenhängende Gräberfeld in Europa. Einige der Grabhügel erreichen Höhen von über drei Metern. Sie folgen dem Verlauf eines alten Weges, der von Langen in Richtung Bederkesa verläuft. Die alten Wegespuren sind stellenweise parallel zur modernen Straße zu erkennen. Einige eindrucksvolle, von Baumgruppen bestandene große Einzelhügel liegen im Ackerland unmittelbar nördlich der Straße, vor der Autobahnauffahrt bei Debstedt.